# Cercosa
Cercosa é uma povoação portuguesa sede da Freguesia de Cercosa do Município de Mortágua, freguesia com 8,90 km² de área e 284 habitantes (censo de 2021), tendo, por isso, uma densidade populacional de 31,9 hab./km².

## Demografia
A população registada nos censos foi:
| Distribuição da População por Grupos Etários | Distribuição da População por Grupos Etários | Distribuição da População por Grupos Etários | Distribuição da População por Grupos Etários | Distribuição da População por Grupos Etários |
| -------------------------------------------- | -------------------------------------------- | -------------------------------------------- | -------------------------------------------- | -------------------------------------------- |
| Ano                                          | 0-14 Anos                                    | 15-24 Anos                                   | 25-64 Anos                                   | > 65 Anos                                    |
| 2001                                         | 40                                           | 56                                           | 183                                          | 78                                           |
| 2011                                         | 20                                           | 30                                           | 160                                          | 93                                           |
| 2021                                         | 28                                           | 17                                           | 124                                          | 115                                          |

## Povoações
A freguesia é composta pelas seguintes 6 aldeias:
- Alcordal
- Cercosa
- Galhardo
- Vale da Linhaça
- Vale das Éguas
- Vale de Ana Justa (metade da localidade)